# Ulrich Meyer-Doerpinghaus
Ulrich Meyer-Doerpinghaus (* 14. Dezember 1967 in Freiburg im Breisgau) ist ein deutscher Bibliothekar, Historiker und Autor.

## Leben
Ulrich Meyer-Doerpinghaus studierte Geschichte, Philosophie, Katholische Theologie und Sozialwissenschaften an der Universität Münster und der Université catholique de Louvain in Louvain-la-Neuve (Belgien). 1998 wurde er an der Georg-August-Universität Göttingen mit einer Dissertation zur spätantiken und frühmittelalterlichen Sozialgeschichte bei Otto Gerhard Oexle promoviert. Nach Mitarbeit an der Max Weber-Gesamtausgabe bei Wolfgang J. Mommsen an der Heinrich-Heine-Universität Düsseldorf verbrachte er ein Jahr als Visiting Scholar am History Department der Harvard University. Von 2000 bis 2002 war er als Projektmanager in der Strategieabteilung der WestLB tätig. Anschließend wechselte er zur Hochschulrektorenkonferenz, wo er bis 2016 die Funktion des Kommunikationsleiters innehatte.
Seit dem 1. Januar 2017 ist Meyer-Doerpinghaus Direktor der Universitäts- und Landesbibliothek Bonn (ULB Bonn). Von 2021 bis 2022 war er Vorsitzender und nach 2019 bis 2020 nochmals von 2023 bis 2024 stellvertretender Vorsitzender der Arbeitsgemeinschaft der Regionalbibliotheken in der Sektion 4 des Deutschen Bibliotheksverbandes (dbv). Seit dem 1. Januar 2021 ist er zudem Vorsitzender des Vorstandes des Verbandes der Bibliotheken des Landes NRW (vbnw).

## Schriften (Auswahl)
- Haushalten in lateinischen mittelalterlichen Ökonomiken. In: Irmintraut Richarz (Hrsg.): Haushalten in Geschichte und Gegenwart. Beiträge eines internationalen disziplinübergreifenden Symposions an der Universität Münster vom 6.–8. Oktober 1993. Vandenhoeck & Ruprecht, Göttingen 1994, ISBN 978-3-525-13228-9, S. 63–71.
- Soziales Handeln im Zeichen des „Hauses“. Zur Ökonomik in der Spätantike und im früheren Mittelalter (= Veröffentlichungen des Max-Planck-Instituts für Geschichte. Bd.  140). Vandenhoeck & Ruprecht, Göttingen 1998 (zugl. Diss., Universität Göttingen, 1995), ISBN 978-3-525-35455-1.
- Recht, soziales Wissen und Familie. Zur Nürnberger Testaments- und Erbschaftspraxis am Beispiel der Tucher (14.–16. Jahrhundert). In: Pirckheimer-Jahrbuch für Renaissance- und Humanismusforschung. Akten des interdisziplinären Symposions vom 5. und 6. Juni 1998 im Tucherschloß in Nürnberg. Hrsg. von Martial Staub und Klaus A. Vogel, Bd. 14, Harrassowitz Verlag, Wiesbaden 1999, S. 48–67.
- Am Zauberfluss. Szenen aus der rheinischen Romantik. Zu Klampen Verlag, Springe 2015, ISBN 978-3-86674-514-8.
- Nach der Morgenröte. Ernst Moritz Arndt in den Fängen der preußischen Geheimpolizei (Bonn 1818–1840). In: Internationales Jahrbuch der Bettina-von-Arnim-Gesellschaft. Forum für die Erforschung von Romantik und Vormärz. Hrsg. von Wolfgang Bunzel und Uwe Lemm, Bd. 28/29, 2016/17, S. 187–209.
- Rheinromantik an der Wiege des Rhein-Sieg-Kreises: Ferdinand Freiligrath und das Ehepaar Gottfried und Johanna Kinkel. In: Jahrbuch des Rhein-Sieg-Kreises. 2017, S. 50–58.
- Lob des Groschenromans. Überlegungen zum Wert der Pflichtexemplarsammlung. In: Zeitschrift für Bibliothekswesen und Bibliographie. Jg. 64, Heft 6, 2017, ISSN 0044-2380, S. 322–328.
- Digitale Transformation und Agilität (mit Jochen Johannsen) In: Praxishandbuch Bibliotheksmanagement. 2., völlig neu überarbeitete Auflage, Berlin, de Gruyter 2024, S. 25–41.

## Auszeichnungen
- 1997: Otto-Hahn-Medaille für den wissenschaftlichen Nachwuchs der Max-Planck-Gesellschaft